# Owston Islands
Owston Islands är en grupp öar i Antarktis. De ligger i havet utanför Västantarktis. Argentina, Chile och Storbritannien gör anspråk på området.